# Município de Morgan (condado de Scioto, Ohio)
O município de Morgan (em inglês: Morgan Township) é um município localizado no condado de Morgan no estado estadounidense de Ohio. No ano de 2010 tinha uma população de 2.562 habitantes e uma densidade populacional de 80,04 pessoas por km².

## Geografia
O município de Morgan encontra-se localizado nas coordenadas 39° 39′ 39″ N, 81° 50′ 28″ O. Segundo a Departamento do Censo dos Estados Unidos, o município tem uma superfície total de 32.01 km², da qual 30,92 km² correspondem a terra firme e (3,39 %) 1,09 km² é água.

## Demografia
Segundo o censo de 2010, tinha 2.562 habitantes residindo no município de Morgan. A densidade populacional era de 80,04 hab./km². Dos 2.562 habitantes, o município de Morgan estava composto pelo 92,15 % brancos, o 2,89 % eram afroamericanos, o 0,51 % eram amerindios, o 0,31 % eram asiáticos, o 0,51 % eram de outras raças e o 3,63 % eram de uma mistura de raças. Do total da população o 0,98 % eram hispanos ou latinos de qualquer raça.